# Lineus monolineatus
Lineus monolineatus är en djurart som tillhör fylumet slemmaskar, och som beskrevs av Staub 1900. Lineus monolineatus ingår i släktet Lineus och familjen Lineidae. Inga underarter finns listade i Catalogue of Life.